# Dâlma, Mehedinți
Dâlma este un sat în comuna Bala din județul Mehedinți, Oltenia, România. Se află în partea de nord-vest a județului,  în  Podișul Mehedinți.